# Jah Wobble
John Joseph Wardle (născut pe 11 august 1958), cunoscut după numele de scenă Jah Wobble, este un basist englez, cântăreț, poet și compozitor. A devenit cunoscut publicului larg ca și basist original al trupei Public Image Ltd (PiL) la sfârșitul anilor '70 și începutul anilor '80 dar a părăsit formația după ce a lansat cu aceasta două albume. După plecarea din PiL și-a început o carieră solo de succes pe care o continuă și astăzi. Wobble are patru copii: două fiice, actrița Hayley Angel Wardle și Natalie Wardle din primul mariaj, și doi fii cu cea de-a doua soție Zi Lan Liao (interpretă la guzheng și harpă). În 2009 și-a publicat autobiografia Memoirs of a Geezer. În 2012 s-a reunit cu colegul chitarist din PiL Keith Levene pentru Metal Box In Dub și albumul Yin & Yang.

## Discografie
- The Legend Lives on... Jah Wobble in Betrayal (1980)
- V.I.E.P. (1980)
- Bedroom Album (1982)
- Snake Charmer (1983)
- Neon Moon (1985)
- Tradewinds (1986)
- Psalms (1987)
- Without Judgement (1989)
- Risisng Above Bedlam (1991)
- Take Me to God (1994)
- Spinner (1995 - cu Brian Eno)
- Heaven and Earth (1995)
- The Inspiration of William Blake (1996)
- The Celtic Poets (1997)
- Requiem (1997)
- The Light Programme (1998)
- Umbra Sumus (1998)
- The Five Tone Dragon - Jah Wobble presents Zi Lan Liao (1998)
- Deep Space (1999)
- Full Moon over the Shopping Mall (2000)
- Beach Fervour Spare (2000)
- 0 Hertz - A Collection of Diverse Works From A Creative Genius (2000)
- Molam Dub (2001 - cu The Invaders of the Heart și Molam Lao)
- Passage to Hades (2001 - cu Evan Parker)
- Radioaxiom (2001 - cu Bill Laswell)
- Deep Space: Largely Live in Hartlepool & Manchester (2001)
- Shout at the Devil (2002 - cu Temple of Sound)
- Solaris: Live in Concert (2002)
- Fly (2003)
- Five Beat (2004)
- I Could Have Been a Contender (Anthology) (2004)
- Elevator Music V.1A (2004)
- Car Ad Music (2004)
- Mu (2005)
- Alpha-One-Three (2006)
- Jah Wobble & The English Roots Band (2006)
- Heart and Soul (2007)
- Chinese Dub (2008)
- Car Ad Music (2009)
- Get Carter (2009)
- Japanese Dub (2010 - cu Nippon Dub Ensemble)
- Welcome to My World (2010)
- 7 (2011)
- Psychic Life (2011 - cu Julie Campbell)
- EP (2012 - cu Keith Levene)
- Yin & Yang (2012 - cu Keith Levene)

1. ↑  CONOR.SI[*] Verificați valoarea |titlelink= (ajutor)
2. ↑  Silvia, Pingitore (7 mai 2020). „Interview with post-punk legend Jah Wobble about music, Sid Vicious, star signs, Brexit and everything else you can think of” (în engleză). the-shortlisted.co.uk. Accesat în 21 martie 2022.